# ジョアンナ・ラコフ
ジョアンナ・ラコフ（Joanna Rakoff、1972年 - ）は、アメリカのフリージャーナリスト、詩人、批評家、小説家。 ニューヨーク州ナイアック生まれ。
オハイオ州のオーバリン大学で英文学を学び（1990年～1995年）、その後ロンドンのUCLで英文学の修士号取得。 
大学を卒業した1996年（23才）で、ニューヨークの文学出版代理店に就職。会社は伝統があり、入社後に隠遁作家として名高い、J・D・サリンジャーの代理人（エージェント）であること知る（経緯は、下記「サリンジャーと過ごした日々」に詳しい）。代理店での彼女の仕事は、サリンジャー宛ての膨大なファンレターに返事を書くことも含まれており、彼女はファンレターの送り主に「サリンジャーは、いかなるファンレターも読みません」という編集者としてのお決まりの返信をしていた。在職時に、ちょうどサリンジャーの1924年の短編小説 『ハプワース16』の出版中止が起きる。  
ラコフの在社時での様々な経験、そしてサリンジャーとの出会いについて、後に回顧録「サリンジャーと過ごした日々」で、詳しく語られることになった。

## 訳書
- 『サリンジャーと過ごした日々』（井上里訳、柏書房、2015年）、ISBN 4760145745
  - 2020年に『マイ・ニューヨーク・ダイアリー』として映画化された。